# La Paix (chanson)
Singles de Johnny Hallyday
Le temps passe
(2006) La Loi du silence
(2006)
Clip vidéo
[vidéo] « La Paix », sur YouTube
La Paix est une chanson de Johnny Hallyday issue de son album de 2005 Ma vérité.
En juin 2006, environ sept mois après la sortie de l'album, la chanson est parue en single et s'est classée à la 16e position des ventes en France.

## Développement et composition
La chanson a été écrite par Zazie et Fabien Cahen. L'enregistrement a été produit par Pierre Jaconelli.

## Liste des pistes
Single maxi CD — 2006, Mercury 983 940-6 (UMG)
1. La Paix (3:23)
2. Elle s'en moque (4:01)[1]

## Classements
| Classement (2006) | Meilleure position |
| ----------------- | ------------------ |
| France (SNEP)     | 16                 |